# Legeriomyces minae
Legeriomyces minae är en svampart som beskrevs av Strongman 2007. Legeriomyces minae ingår i släktet Legeriomyces och familjen Legeriomycetaceae.   Inga underarter finns listade i Catalogue of Life.